# الأمير عز الدين الحسني الجزائري
الأمير عزالدين بن محيي الدين الجزائري أحد أحفاد الأمير عبد القادر الجزائري، ولد في بلدة دمر إحدى ضواحي دمشق سنة 1319ه-1901م، وتوفي في غوطة دمشق شهيدًا وهو في زهرة شبابه.

## حياته
تلقى تعليمه الأولي في مدرسة عباس الأزهري ببيروت، ثم انتقل إلى المدرسة العلمانية، وبعدها درس الحقوق في بيروت ونال إجازتها وكان يجيد الفرنسية ويقرأ بها الأدب الفرنسي.
لما اندلعت ثورة غوطة دمشق كان في طليعة من لبى النداء، وكان في البداية يراقب أحوال الثورة مما عَرَّضه للاعتقال فازداد تمسكًا بمبادئه الثورية.
خرج من السجن وشكل مجموعة من المقاتلين شاركت في معظم معارك الغوطة وجعل مزرعته في منطقة حوش بلاس القريبة من دمشق مركزا لتدريب وتجمع المجاهدين، كما كانت له علاقات بزعماء سوريين أمثال سلطان الأطرش وعادل أرسلان وعبد الرحمن الشهبندر والشهيد سعيد العاص، اشترك مع الشهيد أحمد مريود في معركة جبّاتا الخشب، وكانت له بطولات مشهودة في كثير من المعارك، ومنها: «عين ترما» و«وعرة زاكية» و«وادي معربا» و«الحديثة»، وعدد من معارك جبل الدروز، أما المعركة الكبيرة بالنسبة للأمير عز الدين ألا وهي «معركة زور بالا» سنة 1927م في غوطة دمشق التي أبلى فيها ورجاله بلاء حسنا ضد القوات الفرنسية، ودحر قوات العدو ثم دخل دمشق بعدها لإشعال الثورة هناك، وانتهت حياة المجاهد «بمعركة عين الصاحب» في الغوطة، فبعد أن نفذ سلاحه نادوا عليه أن يستسلم، فما كان منه إلا أن أفرغ آخر طلقة بجسد الجندي الذي أمر بالاستسلام وهو ينادي ويصرخ مع جراحه : الله أكبر، تحيا سورية، تحيا الجزائر، فسقط الأمير من جراحة بعد أن غطى انسحاب من بقي معه من المجاهدين، فأمسكوه حيا، وأجهز من يدعي الحضارة عليه.انتخب رئيسًا للجمعية العربية.

## كشاعر
للشهيد عز الدين الحسني الجزائري قصائد، وهو شاعر وجداني ثائر، جعل من سلاحه وكلمته قنبلة في وجه المستعمر، وتحولت عذوبة شعره في مقتبل حياته إلى قذائف تنم على وطنيته وثورته على الظلم والاستعمار.
المتاح من شعره غير كثير ويمثل مرحلة أولى من تجربته الشعرية قبل أن ينشغل بقضايا وطنه، ويختطفه الموت قبل أن تصقل الحياة موهبته الشعرية، وهي المرحلة التي يتجلى فيها توقه لحياة البساطة والفطرة والحرية، وتنديده بالتعصب الطائفي ودعوته إلى الإخاء القومي في لغة عذبة، وتشكيل دال على موهبته، وقصائد تحاول تجاوز الشكل التقليدي باعتماد نظام المقطوعات متعددة القوافي.